# 葛城あさみ
葛城 あさみ（かつらぎ あさみ、1993年9月5日 - ）は、日本の元タレントである。千葉県出身。元エアークラフトキャリア所属。

## 略歴
高校卒業後に自身の職業を「ぷに」として、グラビアアイドルや役者、アイドル活動、モデル活動など、マルチタレントとして活動していた。
「ぷに」のという愛称の由来は「ぷ、と、にってなんか可愛いから」と言っている。
「ぷにぷに研究所」という名前でHP制作や画像素材作り、舞台やアイドルグループのフライヤー制作、舞台で使用される映像、ライブ映像の編集、写真のレタッチ作業などを行っていた。なお、HTML,CSS編集や画像、映像制作は専門学校などに通っていた経験はなく、完全なる独学である。
2018年2月28日をもって芸能界を引退。引退時のtwitterのフォロワーは約30000人。
引退当日の朝、彼女のTwitterにて毎朝つぶやかれていた「むくり」というツイートをその日だけはとファンに告知し、共演者や友人、ファンを含め「むくり」というツイートは1000件を超えた。
- 2013年 4月 1日 Fresh!フォトセッション(Fresh!Akibaササゲ)でデビュー
- 5年間の間、数々の撮影会、舞台、アイドルイベントに出演
- 2018年 2月24日 LastPuniPuniParty(原宿スタジオイーサ) 最終イベント
- 2018年 2月28日 #228むくりキャンペーン をtwitterにて開催
- 2018年 2月28日 LastPuniPuniDay～ただのぷにへのカウントダウン～ LINE LIVE配信
- 00:00の配信終了と共に葛城あさみは芸能活動を引退

## 作品

### DVD
- NEW KISS（2014年1月31日、スパイスビジュアル）
- うさぎ系女子◆あさみん日和（2015年2月27日、グラッソ）
- 水玉タレントプロモーション 葛城あさみ（2017年4月28日、ジェイ・フォース）[3]

## 出演

### 舞台
2013年
- ゴブレイシアター第3章『ハムレット～赤いキツネとみどりのハムレット～』(2013年09月10-15日、シアターKASSAI) 花田卜全 役

2015年
- u-you,company 14th STAGE『UTSUKE』[現代編] (2015年02月11-15日、シアターグリーン BIG TREE THEATER) 東山華 役
- 秦組「らん」スピンオフ・オムニバス作品 第３弾『石影さま、京都行くってよ～激闘赤谷編～』(2015年05月20-24日、中野・テアトルBONBON)  おトミ 役
- 演劇ユニット【爆走おとな小学生旗揚げ公演】『勇者セイヤンの物語（仮）』(2015年09月11-13日、千本桜ホール) スラウィム 役

2016年
- 演劇ユニット【爆走おとな小学生】第二回全校集会『勇者セイヤンの物語(真)』(2016年03月24-27日、新宿村LIVE) スラウィム 役
- 劇団FULLMONTY第13回本公演『盛夏の余韻』(2016年04月27-05月01日、萬劇場) 原マイコ 役
- 演劇ユニット【爆走おとな小学生】第二回課外授業『転校生革命』(2016年07月26-31日、シアターKASSAI) 夏子 役
- 『NO TRAVEL NO LIFE』(2016年09月09-11日、シアターグリーン BASE THEATER) 全5役(教師、ウィンディ、飛行機の女の人、レストランの店員、ロネルの娘)
- 演劇ユニット【爆走おとな小学生】第三回全校集会『初等教育ロイヤル』(2016年11月23-27日、新宿村LIVE) 橋本さん 役
- 劇団FULLMONTY第14回本公演『無間地獄-幻の蜘蛛の糸-』( 2016年12月21-25日、シアターグリーン BIG TREE THEATER) エラール 役

2017年
- 演劇ユニット【爆走おとな小学生】第一回特別授業『46億年ゼミ』(2017年01月12-15日、キンケロ・シアター) 大槻れもん 役
- 演劇ユニット【爆走おとな小学生】第三回課外授業『私私私立下等高等学校～3年1組異常科専攻～』(2017年03月23-26日、小劇場てあとるらぽう) 二階堂 役
- 『フルコンタクト！～松風少年院・第七分院くすのき寮合唱団～』(2017年05月03-07日、萬劇場) 岡本彩羽 役
- 演劇ユニット【爆走おとな小学生】第二回特別授業『すてきな三にんぐみ』(2017年06月01-04日、キンケロ・シアター) ニーナ 役
- 『ANOTHER STORY』(2017年08月15-20日、座・高円寺2) 斎藤一代 役
- 『ゴゴゴゴーストワールド』(2017年10月20-29日、高田馬場ラビネスト) 藍堂瑠衣 役

2018年
- 『いと、さよなら』(2018年1月24-28日、スターフィールド劇場) 主演　先生 役